# Jennifer Yuh Nelson
 (avril 2016).
Si vous disposez d'ouvrages ou d'articles de référence ou si vous connaissez des sites web de qualité traitant du thème abordé ici, merci de compléter l'article en donnant les références utiles à sa vérifiabilité et en les liant à la section « Notes et références ».
Jennifer Yuh Nelson, ou simplement Jennifer Yuh, est une réalisatrice, animatrice et storyboardeuse américaine d'origine sud-coréenne, née le 7 mai 1972 en Corée du Sud. Elle est principalement connue pour sa première réalisation Kung Fu Panda 2.

## Filmographie

### Réalisatrice
- 1998-1999 : Spawn (4 épisodes)
- 2011 : Kung Fu Panda 2
- 2016 : Kung Fu Panda 3 co-réalisée avec Alessandro Carloni
- 2018 : Darkest Minds : Rébellion
- 2021 : Love, Death and Robots Volume 2, épisode Groupe d'intervention
- 2022 : Love, Death and Robots Volume 3, épisode Allez, feu !

### Animatrice
- 1996 : The Real Adventures of Jonny Quest (7 épisodes)
- 1997 : Spawn
- 1997 : Spicy City (5 épisodes)
- 2002 : Spirit, l'étalon des plaines
- 2005 : Madagascar
- 2008 : Kung Fu Panda
- 2008 : Kung Fu Panda : Les Secrets des cinq cyclones

### Storyboardeuse
- 1994 : Le Petit Lapin charmant
- 1994 : Leo le lion, roi de la jungle
- 1994 : Cendrillon
- 1994 : A Christmas Carol
- 1995 : Le Livre de la jungle
- 1995 : Heidi
- 1995 : Alice au pays des merveilles
- 1995 : Le Bonhomme de neige
- 1996 : The Real Adventures of Jonny Quest (1 épisode)
- 1997 : Spawn
- 1997 : Extrême Ghostbusters (1 épisode)
- 1998 : Dark City